# Jeremy Spencer
Jeremy Spencer (* 4. července 1948, Hartlepool, County Durham, Anglie) je britský kytarista, nejvíce známý jako zakládající člen skupiny Fleetwood Mac, se kterou byl v roce 1998 uveden do Rock and Roll Hall of Fame. Ve skupině Fleetwood Mac hrál v letech 1967-1971.

## Diskografie

### Studiová alba s Fleetwood Mac
- Fleetwood Mac (1968)
- Mr. Wonderful (1968)
- English Rose (1969)
- The Pious Bird of Good Omen (1969)
- Then Play On (1969)
- Fleetwood Mac In Chicago/Blues Jam In Chicago vols 1 & 2 (1969)
- Kiln House (Reprise 1970)

### Sólová studiová alba
- Jeremy Spencer (1970)
- Jeremy Spencer and the Children (1972)
- Flee (1979)
- Precious Little (2006)